# Црква брвнара Светог Јеремије
Црква брвнара Светог Јеремије се налази у Гораждевцу, у општини Пећ на Косову и Метохији. Подигнута је почетком 17. века и представља непокретно културно добро као споменик културе од изузетног значаја.Црква брвнара Светог Јеремије најстарија је црква ове врсте у нас. По предању, подигли су је Србљаци, најстарије племе у овом крају. Будући да се тим именом називало становништво горњег тога Лима, протерано са својих огњишта и насељено у Метохију 1737/1738. године, настанак ове цркве ваљало би датовати најраније крајем четврте или почетком пете деценије 18. века.

## Изглед
Црква је скромних димензија, плитко укопана и крајње једноставно грађена. Правоугаоне је основе, са двостраном апсидом добијеном пресецањем двеју закошених страна. Кров је низак, прекривен тешким каменим плочама. Унутрашњи простор подељен је на припрату, главну цркву и олтарски део. Преграде су учертене у зидове, на начин којим је и цела црква грађена. Под је од неправилних камених плоча, а таваница је равна, дашчана. Скрећу пажњу два мала отвора изрезана у талпама у облику равнокраког крста и двојне шестолисне розете. Покретни материјал помињан у литератури данас се не налази у цркви. По времену настанка она представља најстарију, а по месту једину цркву брвнару ван њиховог данашњег матичног простора.
Темељни санациони и конзерваторско-рестаураторски радови обављени су 1968. године.